# Giuseppe Tonucci
Giuseppe Tonucci (9 de março de 1938 — 11 de outubro de 1988) foi um ciclista italiano.
Sendo um dos representantes da Itália nos Jogos Olímpicos de Roma 1960, ele competiu na estrada individual e terminou na décima nona colocação.